# Grateful Dead
Grateful Dead byla americká rocková skupina založená v roce 1965 v Palo Alto v Kalifornii. Známý jsou svým eklektickým stylem, který spojoval prvky rocku, blues, jazzu, folku, country, bluegrassu, rock and rollu, gospelu, reggae a world music s psychedelií. Prosluli improvizacemi během svých živých vystoupení a svou oddanou fanouškovskou základnou, známou jako „Deadheads“. Podle hudebníka a spisovatele Lennyho Kaye hudba Grateful Dead „zasahuje území, o jehož existenci většina ostatních skupin ani neví.“ Pro rozsah jejich vlivů a strukturu jejich živých vystoupení jsou Grateful Dead považováni za „průkopnické kmotry světa jam bandu“. Jejich první album se stejnojmenným názvem vyšlo v roce 1967. Od té doby Grateful Dead vydali několik desítek studiových i živých alb.
Grateful Dead byli založeni v oblasti Sanfranciského zálivu během vzestupu kontrakultury 60. let. Zakládajícími členy kapely byli Jerry Garcia (sólová kytara a zpěv), Bob Weir (doprovodná kytara a zpěv), Ron „Pigpen“ McKernan (klávesy, harmonika a zpěv), Phil Lesh (baskytara a zpěv) a Bill Kreutzmann (bicí). Členové Grateful Dead, původně známí jako The Warlocks, spolu hráli v různých kapelách v oblasti sanfranciského zálivu, včetně tradiční jug kapely Mother McCree's Uptown Jug Champions. Lesh byl posledním členem, který se přidal k The Warlocks předtím, než změnili jméno na Grateful Dead, když nahradil Dana Morgana Jr., který s nimi hrál na baskytaru během několika vystoupení. Bubeník Mickey Hart a neúčinkující textař Robert Hunter se přidali v roce 1967. S výjimkou McKernana, který zemřel v roce 1973, a Harta, který kapelu opustil mezi lety 1971 a 1974, zůstalo jádro kapely pohromadě po celých 30 let její existence. Mezi další oficiální členy kapely patřili Tom Constanten (klávesy v letech 1968 až 1970), John Perry Barlow (neúčinkující textař v letech 1971 až 1995), Keith Godchaux (klávesy a příležitostný zpěv v letech 1971 až 1979), Donna Godchaux (zpěv v letech 1972 až 1979), Brent Mydland (klávesy a zpěv v letech 1979 až 1990) a Vince Welnick (klávesy a zpěv v letech 1990 až 1995). Bruce Hornsby (akordeon, piano, zpěv) byl členem pro koncerty v letech 1990 až 1992 a také příležitostným hostem před i po těchto turné.
Po Garciově smrti v roce 1995 bývalí členové kapely spolu s dalšími hudebníky koncertovali jako The Other Ones v letech 1998, 2000 a 2002 a jako The Dead v letech 2003, 2004 a 2009. V roce 2015 čtyři přeživší členové jádra kapely oslavili 50. výročí kapely sérií koncertů v Santa Claře v Kalifornii a v Chicagu, které byly označeny jako jejich poslední společná vystoupení. Existovalo také několik odnoží s jedním nebo více členy jádra, jako například Dead & Company, Furthur, the Rhythm Devils, Phil Lesh and Friends, RatDog a Billy & the Kids.

## Členové

### Zakládající členové (1965–1967)
- Jerry Garcia – sólová kytara, vokály
- Bob Weir – doprovodná kytara, vokály
- Ron „Pigpen“ McKernan – klávesy, harmonika, perkuse, vokály
- Phil Lesh – baskytara, vokály
- Bill Kreutzmann – bicí, perkuse

### Poslední sestava (1992–1995)
- Jerry Garcia – sólová kytara, vokály
- Bob Weir – doprovodná kytara, vokály
- Vince Welnick – klávesy, vokály
- Phil Lesh – baskytara, vokály
- Bill Kreutzmann – bicí, perkuse
- Mickey Hart – bicí, perkuse

### Další členové (1967-1992)
- Bruce Hornsby – klávesy, vokály
- Brent Mydland – klávesy, vokály
- Keith Godchaux – klávesy
- Donna Godchaux – vokály
- Tom Constanten – klávesy

## Diskografie
- The Grateful Dead (1967)
- Anthem of the Sun (1968)
- Aoxomoxoa (1969)
- Live/Dead (1969)
- Workingman's Dead (1970)
- American Beauty (1970)
- Grateful Dead (Skull & Roses) (1971)
- Europe '72 (1972)

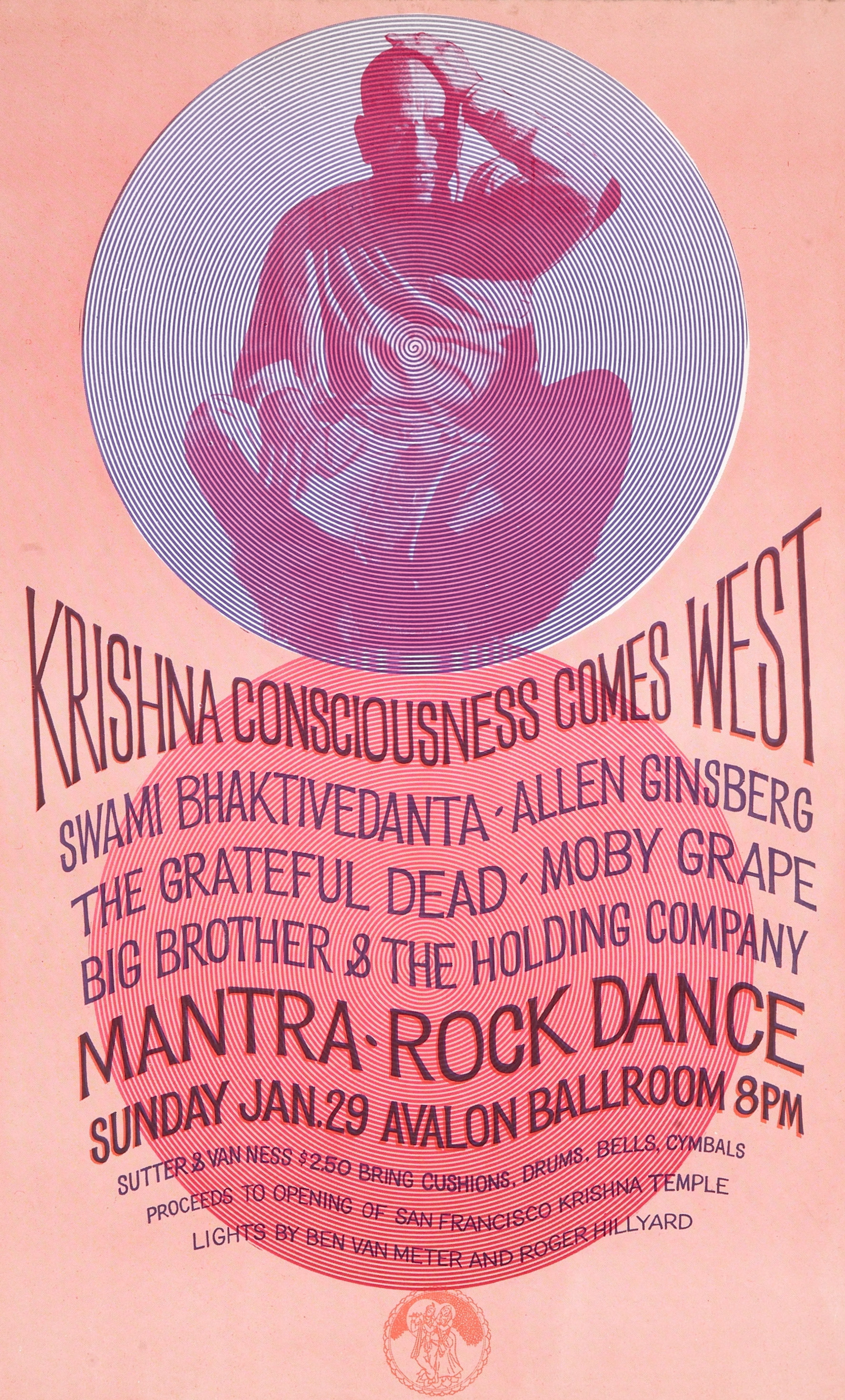
Propagační plakát k Mantra-Rock Dance, vydaný v roce 1967, s účastí Grateful Dead.

- History of the Grateful Dead, Volume One (Bear's Choice) (1973)
- Wake of the Flood (1973)
- From the Mars Hotel (1974)
- Blues for Allah (1975)
- Steal Your Face (1976)
- Terrapin Station (1977)
- Shakedown Street (1978)
- Go to Heaven (1980)
- Reckoning (1981)
- Dead Set (1981)
- In the Dark (1987)
- Dylan & the Dead (1989)
- Built to Last (1989)
- Without a Net (1990)